# Општина Калараши (Ботошани)
Калараши (рум. Călăraşi) општина је у Румунији у округу Ботошани.
Oпштина се налази на надморској висини од 140 m.